# Житие Феодосия Печерского
Житие Феодо́сия Пече́рского — памятник древнерусской литературы, обширное произведение о жизни преподобного Феодосия, одного из основателей и игумена Киево-Печерского монастыря, написанное монахом того же монастыря преподобным Нестором Летописцем. Древнейшее русское агиографическое произведение. Подробно рассказывает о святом, начиная от его рождения, прихода в монастырь до игуменства и смерти, и включает как легендарные житийные мотивы, так и действительные факты биографии преподобного. Существуют различные датировки написания Жития: 1080-е годы (исходя из описания ряда событий произведение было написано не позднее 1088 года) или начало XII века.

## Текстология
Житие («Житие преподобнаго отца нашего Феодосия, игумена Печерьскаго») вошло в Киево-Печерский патерик и в его составе начиная с XV века получило широкое распространение в древнерусской книжности. Отдельных списков Жития известно немного. Древнейший список находится в составе Успенского сборника XII—XIII веков.

## Датировка
Вопрос о времени написания Жития является предметом споров. По мнению А. А. Шахматова, Нестор написал первое житие Феодосия не позднее 1088 года. С. А. Бугославский и Л. В. Черепнин относят его к началу XII века. А. Поппэ вновь датировал его 1080-ми годами.

## Характеристика и содержание

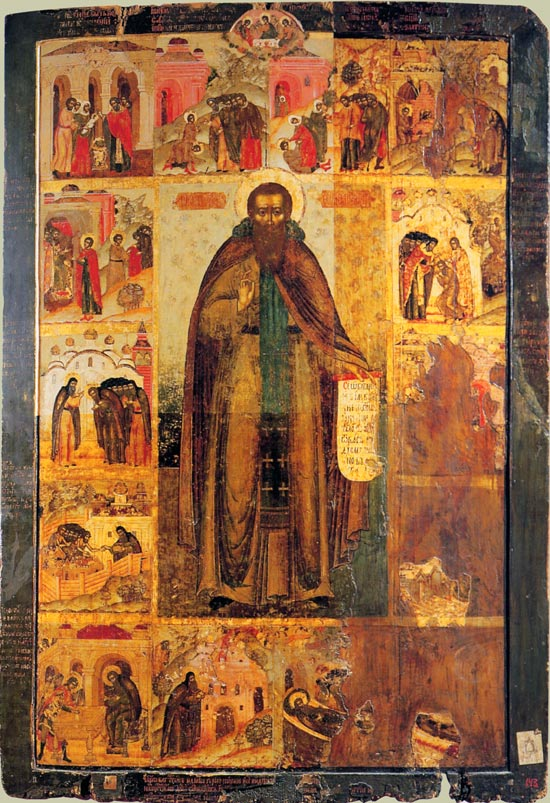
Феодосий Печерский. Житийная икона, XVII век

В традиционном для житийного жанра вступлении, автор обращается к Богу с мольбой помочь в написании произведения и сетует на своё «невежество».
Большое число сюжетных мотивов Жития заимствованы из переводных агиографических памятников (патерики, Жития Евфимия Великого и Жития Саввы Освященного), но отмечается лишь сходство ситуаций. Повествование Нестора не является лишь набором агиографических шаблонов. Умело строится диалог, подробно освещаются бытовые подробности и детали. Житие имеет динамичный сюжет и лишено традиционных для данного жанра риторических рассуждений. Как и многие другие жития праведников, подвизающихся в монастыре, Житие Феодосия характеризуется обилием ярких картин и живым изображением монастырского и мирского быта, яркими характеристиками монахов и мирян.
По мнению филолога-медиевиста О. В. Творогова:

«Житие Феодосия Печерского» — типичное монашеское житие, рассказ о благочестивом, кротком, трудолюбивом праведнике, вся жизнь которого — непрерывный подвиг. В нём множество бытовых коллизий: сцен общения святого с иноками, мирянами, князьями, грешниками; кроме того, в житиях этого типа обязательным компонентом являются чудеса, которые творит святой…

Нетрадиционным является образ матери Феодосия. С одной стороны автор Жития оценивает её как женщину благочестивую, но в то же время она описана как властная, суровая. Вопреки христианскому благочестию, которым, согласно агиографическому канону, наделил её Нестор, мать Феодосия борется со стремлением сына «датися» Богу (посвятить себя Богу). Мать Феодосия выступает как орудие дьявола. Летописец приводит рассказ, как она сопротивлялась аскетизму и благочестию сына: избивает его, сажает на цепь, срывает с него вериги, объявляет награду за его розыск, когда Феодосий уходит в монастырь.
Сложным является и характер Феодосия: отличающийся необычайным смирением, он, однако, решительно выступает против князя Святослава Ярославича, изгнавшего с княжеского стола своего брата Изяслава. Предание, зафиксированное Житием, свидетельствует о близких духовных отношениях Изяслава с Феодосием. В прошлом смиренный нравом отрок, терпеливо сносивший побои матери и глумление сверстников, Феодосий становится деловитым хозяином монастыря и смело вмешивается в политическую жизнь Киева. Образ Феодосия характеризуют любовь и милостивость к ближним. Он тихий, ласковый, смиренный, раздаёт всё, что у него ни попросят. Феодосий впервые упорядочил монашескую жизнь. При нём монастырь стал богатым, так как «всё, что ни отдаёт Феодосий, возвращается сторицей» (в стократном размере). Феодосий шлёт Святославу обличительные грамоты, но потом переходит к уговорам, и князь сам едет в монастырь мириться с Феодосием. Житие рассказывает об обычае преподобного удаляться в затвор на время Великого поста ради сосредоточенной молитвы и покаяния.
В описании чудес и видений Феодосия Творогов отмечает писательское мастерство автора, который сумел использовать выразительные детали, создающие иллюзию достоверности в любых эпизодах. Несмотря на сетование автора на свое «невежество», житие лишено пространных риторических рассуждений, оно сюжетно и динамично.
Житие описывает также быт раннего периода существования Киево-Печерского монастыря, при этом монахи показаны вполне земными людьми: им порой трудно жить с суровым монастырским уставом, они сильно уступают своему игумену в трудолюбии, смирении и благочестии.
Из Жития Феодосия также известно, что его автор, Нестор, был пострижен в Киево-Печерском монастыре при игумене Стефане (1074—1078) и возведён им в «диаконский сан», а также о том, что ещё до Жития Феодосия Нестором было написано Житие Бориса и Глеба (Чтение о Борисе и Глебе).

## Житийные мотивы
Произведение, в соответствии с требованиями житийного жанра, содержит ряд традиционных сюжетных житийных мотивов: будущий святой был рождён благочестивыми родителями, с детства он отличался «прилежанием» к Церкви, ушёл от радостей и соблазнов мирской жизни, стал образцом аскета и подвижника, побеждая козни дьявола, и творил чудеса.

## Влияние
С. А. Бугославский отмечал, что мотивы и образы Жития существенно повлияли на агиографию Владимиро-Суздальской и Московской Руси.
Житие Феодосия использовалось Б. А. Романовым в книге «Люди и нравы древней Руси». Житие легло в основу исторической повести В. Ф. Пановой «Сказание о Феодосии».

## Издания
- Бодянский О. М. Житие Феодосия игумена Печерьскаго, съписание Нестора : По харатейному списку XII в. Московского Успенского собора, с разнословиями по многим другим // Чтения в Обществе истории и древностей Российских. — 1858. — Кн. 3, отд. 3. — С. I—IV, 1—31;
- Житие… Феодосия, игумена Печерьскаго. Съписание Нестора : По харатейному списку Московского Успенского собора буква в букву и слово в слово / С предисл. А. Попова // Чтения в Обществе истории и древностей Российских. — 1879. — Кн. 1. — С. 1—10, 1—42 об.;
- Сборник XII в. Московского Успенского собора, вып. 1 / Изд. под набл. А. А. Шахматова и П. А. Лаврова // Чтения в Обществе истории и древностей Российских. — 1899. — Кн. 2, отд. 2. — С. I—IV, с. 40—96;
- Абрамович Дмитро. Киево-Печерський патерик. У Киïві, 1930;
- A Treasury of Russian Spirituality / Соmр. and ed. by G. P. Fedotov. London, 1952. P. 15—48 (пер. Жития Феодосия на английский язык);
- Веnz E. Russische Heiligenlegenden. Zürich, 1953. S. 82—156 (пер. Жития Феодосия на немецкий язык);
- Житие преподобнааго отьца нашего Феодосия, игумена Печерьскаго // Изборник (Сборник произведений литературы Древней Руси). — М. : Худож. лит., 1969. — С. 92—145, 707—709 (прим.). — Сер. «Библиотека всемирной литературы». Подготовка текста «Жития…» и прим. О. В. Творогова. Житие печатается в отрывках по древнейшему его списку (в составе Успенского сборника XII в.), изданному в 1899 г. А. А. Шахматовым и П. А. Лавровым; исправления внесены по списку ГИБ, С), п. 1, № 31;
- Житие Феодосия // Успенский сборник XII—XIII вв. / Изд. подг. О. А. Князевская, В. Г. Демьянов, М. В. Ляпон. — М., 1971. — С. 71—135;
- Житие Феодосия Печерского / Подг. текста, пер. и примеч. О. В. Творогова // Памятники литературы Древней Руси. XI — нач. XII в. — 1978. — С. 304—391, 456—459;
- Житие Феодосия Печерского / Подг. текста, пер. и примеч. О. В. Творогова // В кн.: Повести Древней Руси XI—XII вв. Л., 1983, с. 230—325, 548—551;
- Житие Феодосия Печерского / Подготовка текста, перевод и комментарии О. В. Творогова // Библиотека литературы Древней Руси / РАН. ИРЛИ; Под ред. Д. С. Лихачёва, Л. А. Дмитриева, А. А. Алексеева, Н. В. Понырко. — СПб. : Наука, 1997. — Т. 1 : XI—XII века. — 543 с. (по списку в составе Успенского сборника) (Архивировано 13 апреля 2012 года);
- Древнерусские патерики : Киево-Печерский патерик. Волоколамский патерик. — М., 1999.